# Kerr-effekt
Kerr-effekten, også kaldet den kvadratiske elektrooptiske effekt, er en ændring i et materiales brydningsindeks som reaktion på et påtrykt elektrisk felt. Ændringen i brydningsindeks er proportionalt med kvadratet af det elektriske felt. Kerr-effekt er forskellig fra Pockels-effekt som også er en ændring i brydningsindeks som følge af et elektrisk felt, men hvor forholdet er lineært. Alle materiale udviser Kerr-effekt, men med forskellig styrke. Kerr-effekten blev opdaget af den skotske fysiker John Kerr.

## Kerr-celler
En Kerr-celle er et optisk apparat som udnytter Kerr-effekten.
Kerr-celler er bl.a. brugt til at måle lysets hastighed. De anvendes som lukkere ved højhastighedsfotografering, hvor der er opnået lukkertider på 40 ns med Kerr-celler. Kerr-celler anvendes også til modulation af laserlys i forbindelse med optisk kommunikation.